# Francesco Antonioli
Francesco Stefano Antonioli (Monza, 14. rujna 1969.) je talijanski umirovljeni nogometni vratar. Tijekom sezone 2011./12. bio je najstariji golman u Serie A.

## Karijera

### Klupska karijera
Antonioli je karijeru započeo u juniorima AC Milana dok ga je kao seniora klub slao na posudbe u Cesenu i Modenu. Od 1995. godine Francesco je član Bologne u kojoj je bio standardni vratar (izuzev sezone 1997./98. gdje je tu poziciju držao Giorgio Sterchele). S klubom je u sezoni 1995./96. bio prvak Serie B.
Vratara 1999. kupuje AS Roma s kojom je 2001. godine pod vodstvom Fabija Capella osvojio scudetto i talijanski Superkup. Antonioli je u klubu ostao do ljeta 2003. kada kao slobodni igrač prelazi u Sampdoriju. Tijekom tri sezone koliko je proveo u klubu, Antonioli je skupio preko stotinu prvenstvenih nastupa.
2006. godine Francesco Antonioli se vraća u Bolognu u kojoj je stekao reputaciju dobrog golmana. S klubom je u sezoni 2007./08. osvojio drugo mjesto u Serie B sa svega bodom manje od vodeće Chievo Verone. Time je Bologna osigurala automatski plasman u prvu ligu. Antonioli je branio za klub u povratničkoj sezoni, međutim završetkom prvenstva Bologna dovodi mladog Emiliana Viviana. Zbog toga Antonioli napušta klub i prelazi u Cesenu koja je tada bila drugoligaš.
Vratar je tada s klubom u svojoj prvoj sezoni izborio nastup u Serie A te je za njega branio do 2012. godine. 22. prosinca 2012. golman je objavio prekid igračke karijere.

### Reprezentativna karijera
Antonioli je bio član talijanske U21 reprezentacije s kojom je 1992. bio europski juniorski prvak dok je s olimpijskim sastavom nastupio na OI u Barceloni. Tamo je Italija ispala u četvrtfinalu od kasnije pobjednice Španjolske.
Za seniorski sastav vratar nikad nije nastupio iako je bio član reprezentacije koja je na EURU 2000. osvojila srebro.

## Osvojeni trofeji

### Klupski trofeji
| Klub    | Trofej              | Godina / sezona |
| Italija | Italija             | Italija         |
| ------- | ------------------- | --------------- |
| Bologna | Serie B             | 1995./96.       |
| AS Roma | Serie A             | 2000./01.       |
| AS Roma | Supercoppa Italiana | 2001.           |

### Reprezentativni trofeji
| Turnir                 | Trofej | Godina |
| ---------------------- | ------ | ------ |
| Europsko U21 prvenstvo | Zlato  | 1992.  |
| EURO 2000.             | Srebro | 2000.  |

### Ordeni
- Cavaliere Ordine al Merito della Repubblica Italiana: 2000.

## Vanjske poveznice
- Antoniolijeva statistika
- Soccerbase.com